# King of the Ring 2008
De 2008 King of the Ring was een toernooi in het professioneel worstelen en een speciale aflevering van Raw dat gehouden werd op 21 april 2008 in het BI-LO Center in Greenville in South Carolina. Het was de 18e editie van de King of the Ring toernooi, gewonnen door William Regal. Het toernooi was voor alle 3 de brands, Raw, SmackDown en ECW.

## Matches
| Nr. | Match | Winnaar(s)                                                   | Opmerkingen                     | Bron  |
| --- | --- | ------------------------------------------------------------ | ------------------------------- | ----- |
| 1D  | Ron Killings vs. Trevor Murdoch                                                                             | Ron Killings                                                 | Eén-op-één dark match.          | [ 3 ] |
| 2   | Chris Jericho vs. MVP                                                                                       | Chris Jericho                                                | King of the Ring kwartfinales.  | [ 3 ] |
| 3   | CM Punk vs. Matt Hardy                                                                                      | CM Punk                                                      | King of the Ring kwartfinales.  | [ 3 ] |
| 4   | Finlay (met Hornswoggle) vs. The Great Khali                                                                | Finlay                                                       | King of the Ring kwartfinales.  | [ 3 ] |
| 5   | William Regal vs. Hornswoggle                                                                               | William Regal                                                | King of the Ring kwartfinales.  | [ 3 ] |
| 6   | Carlito (met Santino Marella) vs. Hardcore Holly (met Cody Rhodes)                                          | Carlito                                                      | Eén-op-één match.               | [ 3 ] |
| 7   | CM Punk vs. Chris Jericho                                                                                   | CM Punk                                                      | King of the Ring halve finales. | [ 3 ] |
| 8   | William Regal vs. Finlay                                                                                    | William Regal                                                | King of the Ring halve finales. | [ 3 ] |
| 9   | William Regal vs. CM Punk                                                                                   | William Regal                                                | King of the Ring finale.        | [ 3 ] |
| 10  | Randy Orton, Edge, Chavo Guerrero & John "Bradshaw" Layfield vs. The Undertaker, Kane, Triple H & John Cena | Randy Orton, Edge, Chavo Guerrero & John "Bradshaw" Layfield | 8-man Tag team match            | [ 3 ] |

### Toernooi
| Legenda | Legenda                   |
| ------- | ------------------------- |
| Pin     | Pinfall                   |
| Sub     | Submission                |
| CO      | Count-out                 |
| DCO     | Double count-out          |
| DQ      | Diskwalificatie           |
| DDQ     | Dubbele diskwalificatie   |
| Draw    | Gelijkspel                |
| Ref     | Scheidsrechtersbeslissing |

|  | Kwartfinales    | Kwartfinales  |               |       | Halve finale | Halve finale |  |  | Finale | Finale |
|  |                 |               |               |       |              |              |  |  |        |        |
|  |                 |               |               |       |              |              |  |  |        |        |
|  |                 |               |               |       |              |              |  |  |        |        |
|  |                 |               |               |       |              |              |  |  |        |        |
|  | Chris Jericho   | Sub           |               |       |              |              |  |  |        |        |
|  | Chris Jericho   | Sub           |               |       |              |              |  |  |        |        |
|  | MVP             | 05:11         |               |       |              |              |  |  |        |        |
|  | MVP             | 05:11         | Chris Jericho | 06:22 |              |              |  |  |        |        |
|  |                 |               | Chris Jericho | 06:22 |              |              |  |  |        |        |
|  |                 | CM Punk       | Pin           |       |              |              |  |  |        |        |
|  | CM Punk         | CM Punk       | Pin           | Pin   |              |              |  |  |        |        |
|  | CM Punk         |               |               | Pin   |              |              |  |  |        |        |
|  | Matt Hardy      | 03:51         |               |       |              |              |  |  |        |        |
|  | Matt Hardy      | 03:51         | CM Punk       | 04:05 |              |              |  |  |        |        |
|  |                 |               | CM Punk       | 04:05 |              |              |  |  |        |        |
|  |                 | William Regal | Sub           |       |              |              |  |  |        |        |
|  | The Great Khali | William Regal | Sub           | 02:02 |              |              |  |  |        |        |
|  | The Great Khali |               |               | 02:02 |              |              |  |  |        |        |
|  | Finlay          | DQ            |               |       |              |              |  |  |        |        |
|  | Finlay          | DQ            | Finlay        | 03:38 |              |              |  |  |        |        |
|  |                 |               | Finlay        | 03:38 |              |              |  |  |        |        |
|  |                 | William Regal | KO            |       |              |              |  |  |        |        |
|  | William Regal   | William Regal | KO            | Sub   |              |              |  |  |        |        |
|  | William Regal   |               |               | Sub   |              |              |  |  |        |        |
|  | Hornswoggle     | 00:14         |               |       |              |              |  |  |        |        |
|  | Hornswoggle     | 00:14         |               |       |              |              |  |  |        |        |